# Montegioco
Montegioco és un municipi situat al territori de la província d'Alessandria, a la regió del Piemont (Itàlia).
Limita amb els municipis d'Avolasca, Cerreto Grue, Costa Vescovato, Monleale, Montemarzino i Sarezzano.
Pertanyen al municipi les frazioni de Capanna, Fabbrica, Faravella, Montegioco Alto, Palazzo, Piaggio, Pragrasso i Saliceti.